# ケロロ・ジャポ〜ン!
「ケロロ・ジャポ〜ン!」は、内藤大助&加藤夏希/シオンのシングル。2009年3月4日にFlyingDogから発売された。

## 概要
- 「ケロロ・ジャポ〜ン!」は、プロレスラーの内藤大助と女優の加藤夏希によるデュエット曲で[2]、空耳フランス語が歌詞に盛り込まれたシャンソンである[3]。アニメ映画『超劇場版ケロロ軍曹 撃侵ドラゴンウォリアーズであります!』のオープニングテーマとして使用された[4]。
- 「星のささやく物語」は、シオンが歌うキャラクターソングで同映画の挿入歌として使用された[5]。
- 2曲ともにアルバム未収録である。

## 収録曲
（全作曲・編曲：鈴木さえ子・掛川陽介・本澤尚之）
1. ケロロ・ジャポ〜ン! [3:48]
歌：内藤大助&加藤夏希
作詞：西直紀
  - アニメ映画『超劇場版ケロロ軍曹 撃侵ドラゴンウォリアーズであります!』オープニングテーマ
2. 星のささやく物語 [4:49]
歌：シオン（水樹奈々）
作詞：山口宏
  - アニメ映画『超劇場版ケロロ軍曹 撃侵ドラゴンウォリアーズであります!』挿入歌
3. ケロロ・ジャポ〜ン! 〜だいすけくんとうたおう〜 [3:48]
4. ケロロ・ジャポ〜ン! 〜なつきちゃんとうたおう〜 [3:48]
5. 星のささやく物語 〜オリジナル・カラオケ〜 [4:48]
6. ケロロ・ジャポ〜ン! 〜オリジナル・カラオケ〜 [3:46]